# Отыневичи
Отыневичи (укр. Отиневичі) — село в Ходоровской городской общине Стрыйского района Львовской области Украины.
Население по переписи 2001 года составляло 757 человек. Занимает площадь 1,162 км². Почтовый индекс — 81724. Телефонный код — 3239.

## Известные уроженцы
- Гротгер, Артур (1837—1867) — польский художник.